# Isla Swindle
La isla Swindle se encuentra en el Distrito Central Regional de la Costa, de la provincia de Columbia Británica, en el suroeste del Canadá, a 3.800 km al oeste de Ottawa.  La comunidad indígena Heiltsuk de Klemtu está situada en su costado oriental, frente a Cone Island.
Está situada al sur de la isla Princesa Real, en la ruta de transporte del Pasaje Interior. Está ubicada al norte de la isla Price y ambas islas se encuentran dentro del Distrito Regional Kitimat-Stikine.
Forma parte de un centro volcánico llamado Milbanke Sound Group, que incluye varios conos  de ceniza monogénicos. El Cerro Kitasu al occidente de la isla Swindle es un joven cono de ceniza basáltica, que produjo flujos de lava que se extienden hacia el norte.